# A.Y.A
A.Y.A（エー・ワイ・エー）、は、日本の女性シンガーソングライター、DJ、MCである。
アンニュイな歌声と、時折飛び出すトーク・ラップ、ハウス、エレクトロ、オルタナティブR&B、チルウェイブといった異ジャンルの要素を感じさせる、オルタナティブなサウンドを特徴とする。

## 概要
2018年7月、日本人で初めてWaveを取り入れたシングル「gravity」を発表し、米国Spotifyのオフィシャルプレイリスト『New Music Friday Cratediggers』に選出される。同年11月にはDJ CHARIのEP作品『INNER CHILD』に客演参加。
その後2019年11月にはEP「Lil Romance」を発表。ピンクベースのガーリーなジャケットの印象そのままに、オルタナティブR&Bをベースとしたスイートでアンニュイなサウンドと歌唱を展開した。
翌年、「水星逆行」を意味する全英語詞の2ndアルバム「Mercury Retrograde」を発表。オルタナティブR&B、ヒップホップ、ハイパーポップ、ベースミュージック、トランスの要素を取り入れ、前作「Lil Romance」とは対照的に、宇宙をテーマにクールでメタリックな世界観を表現。この頃よりコンセプチュアルな作品作りが始まっていく。
2021年には、3rdアルバム「Uncured」を発表。本作では、ハウスを始めとするダンスミュージックに接近し、ダウナーなリリックと共にパンデミック下の閉鎖感を表現。コロナ禍と1918年〜1920年にかけて起こったスペイン風邪によるパンデミックを重ね合わせ、当時流行したバウハウスデザインからヒントを得て、アートワークやプロモーション写真、MVもモノクロで統一した。
その後5ヶ月足らずでリリースされたEP「Out of the Race」では、エレクトロ、テクノ、アフロビート、ハイパーポップ等、多彩なダンスミュージックを背景に、自由で力強い女性像を表現。ビジュアル面ではカーレースをテーマに、レーシングジャケットを身に纏ったアートワークや、サーモグラフィーを利用したMV等、モノトーンの前作から一転、ビビッドなルックスを披露した。
また、クールな音像とは裏腹に気さくなキャラクターと、幅広い音楽嗜好を活かし、インターネットラジオ局「WREP」では3年4ヶ月に渡って番組MCを担当。2022年4月より、株式会社グローバル・ハーツが運営する動画配信サイト「GH STREAMING」にて冠番組「GHTV With A.Y.A」がスタート。

## ディスコグラフィ

### アルバム
- Mercury Retrograde(2020年6月12日発売)
- Uncured(2021年5月21日発売)

### EP
- Pulp Fiction 2.0(2018年10月5日発売)
- Lil Romance(2019年11月22日発売)
- Out of the Race(2021年10月29日発売)

### シングル
- gravity(2018年7月20日発売）
- White Lines(2019年11月13日発売)
- blue(2020年5月15日発売)
- Solo(2021年5月7日発売)
- Ave Maria feat. Hayashi Masato(2021年5月14日発売)
- Out of the Race(2021年10月5日発売)
- Sugar-Constant Duality-(2022年4月)

### リミックス
- flame(slowed version)(2020年10月30日発売)
- Mercury Retrograde(Slow & Reversed)(2021年4月23日発売)

### 客演参加
- DJ CHARI『eclipse feat. A.Y.A & takevnap』（2018年11月2日）